# Île Komsomolets
Pour les articles homonymes, voir Komsomolets.
L’île Komsomolets est une île de l'archipel de la Terre du Nord en Russie, entre la mer de Kara et la mer des Laptev. Elle en est l'île la plus septentrionale. Elle est séparée de l'Île de la Révolution-d'Octobre par le détroit de l'Armée Rouge et de l'Île Pionnier par le détroit de Iouny. Elle est la troisième plus grande île de l'archipel après l'île de la Révolution-d'Octobre et l'île Bolchevique.

## Géographie
La superficie de l'île est de 9006 km² et le point culminant atteint 781 m. Environ 65 % de sa superficie est recouverte de glaciers avec quelques inclusions de sables et de limons. Le plus grand glacier de l'île est le glacier de l'Académie des sciences, qui s'étend sur près de 5900 km² sur environ 500 m d'épaisseur
.
Le point le plus septentrional de l'île est le cap Arctique, duquel de nombreuses explorations polaires sont parties.

## Découverte de l'île
L'île fut découverte et nommée lors de l'expédition de Georgui Ouchakov et Nikolaï Ourvantsev en 1930 - 1932.

## Projets de renommage
Au temps de la perestroïka, en 1988, la fondation Memorial, créée par le dissident Andreï Sakharov, avait (vainement) proposé de la rebaptiser « des Victimes de la guerre » (Жертвам Война), tandis que l'assemblée de la région du Taïmir a adopté le 1er décembre 2006 une résolution proposant de renommer l'île « Sainte Marie », son premier nom donné en 1913. Cependant, ces projets sont suspendus par les autorités fédérales.